# Cabeça (Santa-Rita)
Cabeça, c. 1910, é uma pintura da autoria do pintor português Guilherme de Santa-Rita (ou Santa-Rita Pintor). É consensualmente considerada uma obra central do modernismo em Portugal. 

## Percurso da obra
Datada no verso por mão desconhecida, o ano de execução permanece incerto, mas deverá localizar-se entre 1910 e 1912 precedendo, portanto, as pinturas cubistas de Amadeo ou de qualquer outro autor português. Esta obra aproxima-se das máscaras africanas evocadas por Picasso nas Demoiselles d’Avignon, e de outras obras do mesmo autor datadas de 1909 e 1910.
Obra mítica da raríssima produção conhecida de Santa-Rita, nela o pintor exercitou uma unidade plástica que pode conotar-se com os princípios técnicos e estéticos do cubismo analítico, dinamizados por movimentos circulares que encontramos em obras do futurismo italiano.
Segundo Diogo de Macedo a obra terá, em certo momento, sido batizada pelo pintor de Retrato de Violinista, devido às alusões a esse instrumento (alongamento elítico da cabeça e fenda semelhante à de um violino). Em alternativa, poderá tratar-se do retrato do irmão do pintor, o poeta Augusto de Santa-Rita; Joaquim Matos Chaves identifica traços fisionómicos que apontam para essa possibilidade: "estrabismo, monóculo, bigode, testa alta", o que reforça o paralelismo com retratos realizados por Braque e Picasso em 1909.
Oferecida por Santa-Rita a Manuel Jardim, Cabeça transitou para a coleção de Henrique de Vilhena que a doou ao Estado, através do Secretariado Nacional de Informação.
A pintura pertence à Colecção do Secretaria de Estado da Cultura / Ministério da Cultura de Portugal e encontra-se em depósito no Museu do Chiado, Lisboa.

### Ficha técnica[3]
- Autor: Guilherme de Santa-Rita (Santa-Rita Pintor)
- Título: Cabeça
- Data: c. 1910
- Técnica: óleo sobre tela
- Dimensões: 65,3 x 46,5 cm.
- Não assinado; não datado.

### Algumas exposições
- 1968 – Art Portugais. Centre Culturel de la Fondation Calouste Gulbenkian, Paris, nº cat. 33, rep. p.b.[5]
- 1978 – Portuguese Art Since 1910. Royal Academy of Arts, Londres, nº cat. 117, rep. p.b.[6]